# Estrella de Campbell
L'estrella de Campbell (HD 184738 / HIP 96295 / BD+30 3639) -també coneguda com l'estel d'hidrogen de Campbell- és l'estel central de la nebulosa planetària PK 064+05 1. S'hi localitza a la constel·lació del Cigne 2,5º al nord d'Albireo (β Cygni) i 1º a l'est de φ Cygni. S'hi troba a uns 1.200 pársecs -3.900 anys llum- del sistema solar.
De magnitud aparent +10,41, l'estel de Campbell és un estel de Wolf-Rayet de carboni de tipus espectral [WC9]. Extraordinàriament calent -té una temperatura efectiva de 55.000 K-, és 6.000 vegades més lluminós que el Sol. És un estel deficient en hidrogen en un avançat estat evolutiu. Encara que la seva massa actual és un 60% del Sol, es pensa que la seva progenitora era un estrella ~ de 2 masses solars ara en la fase de la branca asimptòtica gegant; en última instància es transformarà en una nana blanca. La seva composició química és molt diferent a la del Sol; és deficient en ferro (Fe/O ~ 0,3) però mostra uns elevats continguts de carboni i neó (C/O ~ 30).
La nebulosa planetària associada a l'estel de Campbell té una edat aproximada de 700 o 800 anys. En contrast amb la pols associada a unes altres estrelles WC tardanes, composta fonamentalment per carboni amorf, aquesta nebulosa planetària mostra pols de silicat cristal·lí, indicant un canvi recent d'una química dominada per l'oxigen a una altra dominada pel carboni. S'ha proposat que l'existència d'una companya estel·lar podria compaginar la composició de la pols de la nebulosa planetària amb la deficiència d'hidrogen de l'estel central.